# Sophie Simpson
Sophie Simpson, es un personaje ficticio de la serie de televisión australiana Home and Away, interpretado por la actriz Rebekah Elmaloglou del 23 de enero de 1990 hasta 1993, Rebekah regresó como invitada a la serie en 2002, 2003 y finalmente en el 2005 siendo su última aparición el 8 de julio del mismo año.

## Antecedentes
Sophie perdió a su madre cuando aún era joven y pronto se vio en vuelta en varios problemas como robo y estafa, Sophie comenzó a vivir en varios hogares hasta que su padre Al apareció y le ofreció un lugar para vivir.